# Sandra Šarić
Sandra Šarić (Senj, 8. svibnja 1984.) je hrvatska taekwondoašica, i bivša europska prvakinja.

## Sportska karijera
Trenira i bori se za klub TK Metalac iz Zagreba.
Uz osvajanje naslova europske prvakinje 2008. godine, najveći uspjeh u dosadašnjem tijeku karijere ostvarila je osvajanjem brončanog odličja na Olimpijskim igrama u Pekingu 2008.
Dobitnica je godišnje Državne nagrade za šport "Franjo Bučar" za 2008. godinu. 

## Vanjske poveznice
- Životopis na službenim stranicama OI 2008.
- O Sandri Šarić na službenim stranicama Grada Senja  Arhivirana inačica izvorne stranice od 5. prosinca 2008. (Wayback Machine)